# Каменка (Кашарский район)
Каменка — село в Кашарском районе Ростовской области.
Входит в состав Поповского сельского поселения.

## География

### Улицы
- ул. Горная
- ул. Песчаная
- ул. Петроградская
- ул. Центральная

## Население
| 2010 |
| ---- |
| 334  |